# Liste des partis politiques de l'État de Palestine
Article à fusionner avec Liste des partis politiques en Palestine
 (février 2024).
Les partis politiques suivants, classés par ordre alphabétique, ont participé aux récentes élections de l'Autorité nationale palestinienne dans les territoires palestiniens :

## Bref historique et aperçu
En 1994, l'Autorité palestinienne a été créée, l'organe directeur pour la période intérimaire en attendant les négociations sur le statut final. Le président de l'État de Palestine est le poste politique le plus élevé, l'équivalent de celui de chef d'État, au sein de l'Autorité nationale palestinienne (ANP). Le Président est élu au suffrage universel. Le Conseil législatif palestinien est l'organe législatif de l'Autorité palestinienne. Il ne faut pas le confondre avec le Conseil national palestinien, qui reste l'organe législatif national du peuple palestinien dans son ensemble. Le CLP a adopté une nouvelle loi en juin 2005 augmentant le nombre de députés de 88 à 132, stipulant que la moitié serait élue selon un système de représentation proportionnelle et l'autre moitié par des circonscriptions traditionnelles.

## Membres du Conseil législatif
| Parti | Parti | Abbr.      | Drapeau | Fondation | Leader            | Leader | Positionnement          |
| ----- | --- | ---------- | ------- | --------- | ----------------- | ------ | ----------------------- |
|       | - Mouvement de résistance islamique - arabe : حركة المقاومة الإسلامية - Ḥarakat al-Muqāwamah al-ʾIslāmiyyah                                        | Hamas حماس |         | 1987      | Ismail Haniyeh    |        | Syncrétique             |
|       | - Mouvement de libération national de la Palestine - arabe : حركة التحرير الوطني الفلسطيني - Ḥarakat at-Taḥrīr al-Waṭanī al-Filasṭīnī              | Fatah فتح  |         | 1965      | Mahmoud Abbas     |        | Centre-gauche à gauche  |
|       | - Front populaire de libération de la Palestine - arabe : الجبهة الشعبية لتحرير فلسطين - al-Jabhah al-Sha`biyyah li-Taḥrīr Filasṭīn                | PFLP       |         | 1967      | Ahmad Sa'adat     |        | Extrême Gauche          |
|       | - Troisième voie - arabe : الطريق الثالث - aṭ-Ṭarīq ath-Thālith                                                                                    | TV         |         | 2005      | Salam Fayyad      |        | Centre                  |
|       | - Initiative nationale palestinienne - arabe : المبادرة الوطنية الفلسطينية - al-Mubādara al-Waṭaniyya al-Filasṭīniyya                              | PNI        |         | 2002      | Mustafa Barghouti |        | Centre-gauche à gauche  |
|       | - Front démocratique pour la libération de la Palestine - arabe : الجبهة الديموقراطية لتحرير فلسطين - al-Jabhah al-Dīmuqrāṭiyya li-Taḥrīr Filasṭīn | DFLP       |         | 1968      | Nayef Hawatmeh    |        | Extrême Gauche          |
|       | - Parti du peuple palestinien - arabe : حزب الشعب الفلسطيني - Ḥizb al-Sha'b al-Filasṭīnī                                                           | PPP        |         | 1982      | Bassam as-Salhi   |        | Gauche à extrême gauche |
|       | Indépendants | NC         | NC      | NC        | NC                | NC     | NC                      |